# Azman Noor
Azman Ilham Noor (ur. 17 lutego 1984 w Rambai) – brunejski piłkarz występujący na pozycji bramkarza, reprezentant Brunei, w którym to grał w 2008 roku.

## Kariera klubowa
Noor karierę klubową rozpoczął w 2002 roku w malezyjskim klubie Sarawak FA, w którym spędził cztery sezony. Następnie wyjechał do Wietnamu i przez trzy sezony grał w Hải Phòng FC. W 2008 roku był bez przynależności klubowej. Rok później przeniósł się na krótko do Australii do Macarthur Rams, by jeszcze w tym samym roku przenieść się do grającego wówczas w Singaporean League klubu DPMM FC. Od 2010 do 2012 roku Noor wraz z klubem występował w lidze brunejskiej, by w 2012 roku ponownie przenieść się do Singapuru.

## Kariera reprezentacyjna
Noor grał w reprezentacji w 2008 roku. Wystąpił w trzech oficjalnych meczach.